# Шверинский курган
Шверинский курган — погребальный памятник в Крыму, располагавшийся у Стрелецкой бухты в трёх километрах к западу от древнего Херсонеса. Это был самый большой курган в ближайших окрестностях городища.

## Описание
Курган был раскопан в 1872 году на земле, принадлежащей полковнику К. И. Шверину. Отсюда и получено название кургана. Насыпь кургана высотой 8,5 м состояла из камня. По периметру основания насыпи была сооружена крепида из двух рядов тёсаных известняковых блоков; верхний ряд — из рустованных блоков. Под насыпью были обнаружены фрагменты бронзового сосуда, который был использован в качестве погребальной урны; на дне сосуда находились остатки пережжённых человеческих костей. Фрагменты сосуда К. И. Шверин подарил Московскому археологическому обществу, которое затем передало их в Императорский Российский исторический музей. Остатки пережжённых костей были рассыпаны и списаны. Последнее доследование кургана было произведено в 1908 году военным археологом Н. М. Печёнкиным. Останцы крепиды и насыпи кургана были снесены в 1910 году при строительстве береговой батареи. От кургана сохранились лишь некоторые чертежи и фотографии, сделанные А. Л. Бертье-Делагардом и Н. М. Печёнкиным, и единственная находка (не считая херсоно-византийской монеты императора Василия, найденной в насыпи») — фрагментированный бронзовый сосуд, представленный следующими фрагментами: полностью сохранившаяся ручка с верхним и нижним атташами (декоративной накладкой), два фрагмента венчика и два фрагмента дна. Обломки боков сосуда и пробка из инкерманского камня не сохранились. Подобные бронзовые кувшины в качестве погребальных урн широко использовались во всём античном мире, в том числе и в Северном Причерноморье. Шверинский бронзовый сосуд датируется концом VI — серединой V века до н. э., а сам курган — второй половиной IV — первой половиной III века до н. э..